# 大園區
25°3′45.52″N 121°11′52.32″E / 25.0626444°N 121.1978667°E
大園區，舊稱「大坵園」，前身「大園鄉」，位於臺灣桃園市西北部，為桃園國際機場所在地。全境面積約為87.3925平方公里，人口約有8.8萬人，族群結構上主要為閩南人，客家人則居次。
大園區早期原以農業為主要經濟，居民多為務農。後隨政府發展工商業，改善投資環境，促進大園區的工業發展與交通建設的推動，且因臺灣北部工業化與都市化的擴展，工業成長迅速。而在2010年代左右開始，隨著桃園市政府推動桃園航空城計畫，成為桃園航空物產西都心的重點發展區域。境內有國巨洋傘文創園區、橫山書法藝術館、大園101景觀餐廳等觀光景點。

## 歷史
依據典籍的紀錄，大園鄉境的開墾始於明永曆三十五年（1681年）鄭經病亡，次子鄭克塽即位，並派部將陳絳經略淡水、雞籠（基隆）一帶，以鎮撫土番。並在南崁一帶構築柵欄防守，拓第屯戍。士兵中多有娶原住民婦女為妻，而成為部落。1683年（清康熙二二年，明永曆三十七年），清軍征台，鄭克塽投降。當時桃園縣境地，僅本鄉的南崁、許厝兩港，有私渡的廣東人、福建人和原住民貿易，隨即從事拓墾，其他地方仍是一片荒涼之地。
康熙末年，有一群廣東嘉應州人來到此地向土番借租土地，結寨而居，長往來於竹圍之南崁港口。每當有船到此地，就購買貨物，與蕃人交易，市利百倍。到了清雍正年間，福建漳、泉兩地人民聞風陸續移殖，據居而成村落，順次開闢，南崁即拔仔林一帶，阡陌相連，遂成一片樂土。
清雍正三年，福建漳州人郭光天自漳州渡海來台，巡遊北部沿海地區，蔓草荒煙，觸目皆是。但觀察其土地肥沃，於是返回福建呈請准許開墾。總督嘉許其志，於雍正六年（1728年）由同知尹士俍率兵丁106名前來驅逐原住民，開始開拓。光天選擇圳頭為中心設館，從事大規模開墾，首先開闢大坵園及許厝港一帶，次而向南往鳳山崎（今新竹縣內之鳳山溪）、洽溪仔、芝芭里、三座屋等地，光天死後（清乾隆十四年），其子等相繼招集內地鄉民族人移往開墾，每開闢一處即給以墾批，付以莊名，如大坵園庄、圳股頭庄、內海墘庄等，而給墾戶（又稱佃戶）居住。
到了清乾隆中葉，北部的南崁、竹圍及大坵園一帶，為最先開發，漸至中南部及西部楊梅壢區域。就墾民的籍貫而言：以閩籍為最多，閩人當中以漳州、泉州兩府的人最多。

## 行政區沿革
大園區在清朝雍正年間屬淡水廳，光绪年間則改為台北府淡水縣、新竹縣分轄，其後日治時期明治年間屬台北縣，後改為桃園廳，大正9年（1920年）為新竹州桃園郡大園庄，1945年第二次世界大战後，改為新竹縣桃園區大園鄉，民國39年（1950年）改為桃園縣大園鄉，其後桃園縣於2014年12月25日改制為直轄市，原大園鄉改制為大園區，同時村改里，目前劃分18里410鄰。

## 地理

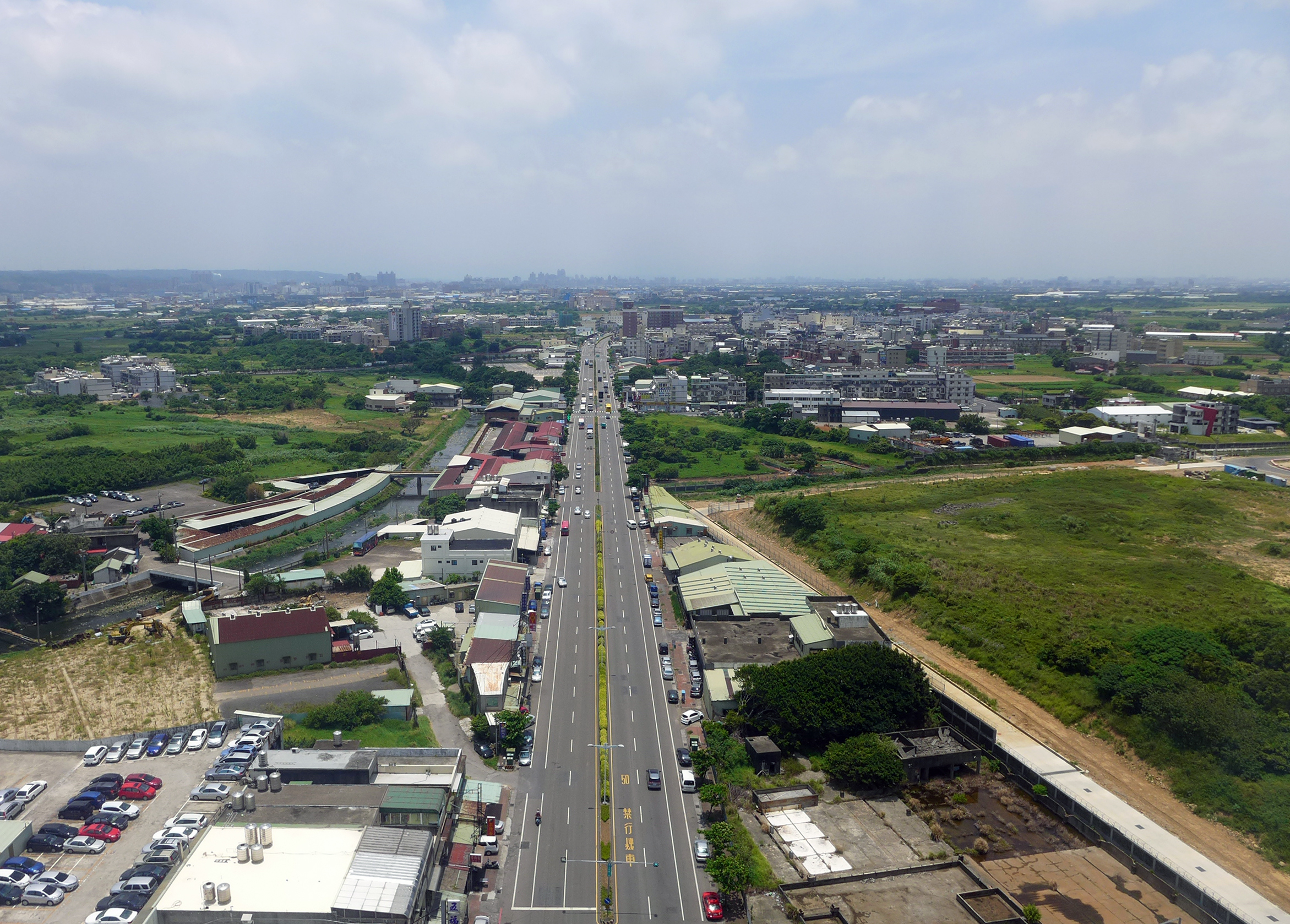
大園區 (2015年)

大園區位於桃園市轄西北部，鄰近桃園中壢都會區，東北鄰接蘆竹區，西南與觀音區為界，南連中壢區，西北瀕臨台灣海峽。地勢自西南向東北傾斜，平均高度約海拔35公尺，區內多為平原、稻田、或是廣闊之平地，西北部則是綿長沙灘海岸。一、二、三月時，由於強烈大陸冷氣團的來襲所形成的數波寒流影響，因而潛在著寒害的風險，常有數天的低溫比全台平地的月均溫最低的新北市淡水區還要低1至3度不等。

## 人口
根據桃園市政府民政局及桃園市大園區戶政事務所統計，2024年底大園區戶數約3.5萬戶，人口約8.8萬人，區內人口最多與最少的里分別是南港里與大海里，2024年底兩里人口分別為9,881人與729人。自2021年11月起，桃園市政府開始執行桃園航空城的計劃，竹圍里、海口里、沙崙里、後厝里及圳頭里等五里受到土地徵收之影響，以致戶籍人口大幅遷出。

## 政治

### 歷任首長

#### 鄉長
| 任次 | 姓名   | 備註         |
| ---- | ------ | ------------ |
| 1    | 李木秀 |              |
| 2    | 李木秀 |              |
| 3    | 李木秀 |              |
| 4    | 黃仲秋 |              |
| 5    | 黃仲秋 |              |
| 6    | 張茂松 |              |
| 7    | 張茂松 |              |
| 8    | 林清松 |              |
| 9    | 李金吉 |              |
| 10   | 楊英俊 |              |
| 11   | 陳秋霖 |              |
| 12   | 劉春生 |              |
| 13   | 劉春生 |              |
| 14   | 張建隆 |              |
| 15   | 張建隆 |              |
| 16   | 呂水田 | 末任民選鄉長 |

#### 區長（指派）
| 任次 | 姓名   | 任職期間                       | 備註                           |
| ---- | ------ | ------------------------------ | ------------------------------ |
| 1    | 呂水田 | 2014年12月25日～2018年12月24日 | 續任；首屆區長，任期屆滿       |
| 2    | 徐藍科 | 2018年12月25日～2023年7月14日  | 市長指派，原蘆竹區公所主任秘書 |
| 3    | 余誌松 | 2023年7月14日～現任            | 市長指派，原平鎮區公所主任秘書 |

### 區政組織

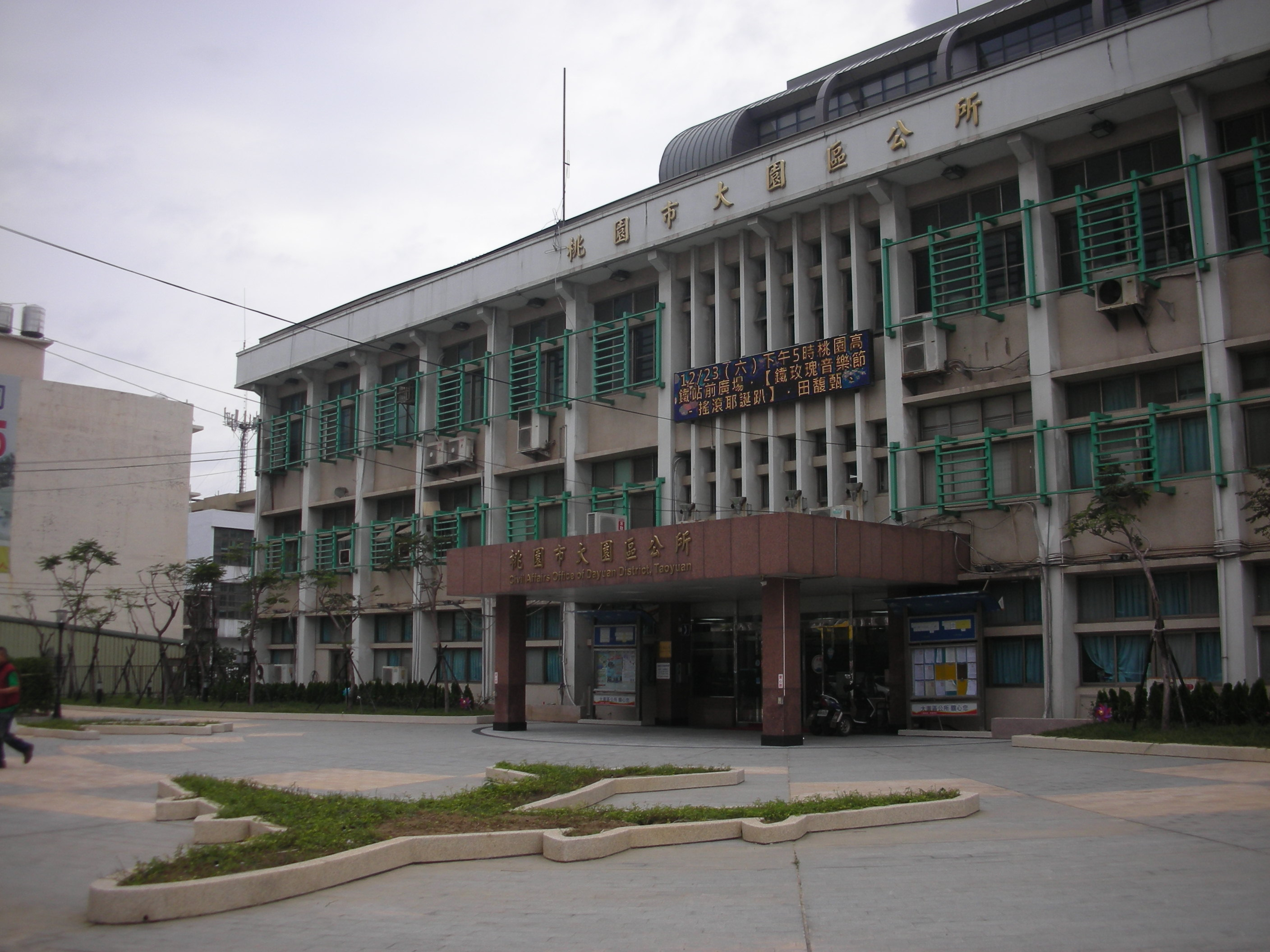
大園區公所

大園區公所是桃園市政府在大園區的派出機關，在中華民國政府架構中為市政府綜理區政的執行機關，上級業務監督機關為桃園市政府。区长由市長任命，其任期為無任期保障。在區長及主任秘書之下，設有5課4室等9個內部單位。大園區為桃園市議會第五選區，在市議會的63席市議員中，大園區共選出2席區域市議員（不含平地原住民與山地原住民議員）。

### 行政區
現今大園區行政範圍的確立，來自於1920年，日本將臺灣十二廳改為五州二廳，設大園庄屬新竹州桃園區:232－233。大園庄轄大園、田心子、照鏡、橫山、雙溪口、埔心、五塊厝、內海墘、許厝港、大牛稠、沙崙、圳股頭、竹圍等13個大字。1946年2月，改為「大園鄉」，屬新竹縣桃園區。1947年，裁撤桃園區署，大園鄉改直隸於新竹縣。1950年，調整行政區域，大園鄉改隸新成立的桃園縣:233。2014年12月25日，桃園縣改制為直轄市，大園鄉改制為市轄區「大園區」，隸屬桃園市。大園區的行政區劃轄有大園里、大海里、田心里、後厝里、溪海里、五權里、橫峰里、青山里、青峰里、和平里、內海里、南港里、圳頭里、埔心、竹圍里、北港里、沙崙里、三石里、菓林里、海口里等20個里，共計428鄰。

### 立法委員選舉區
- 桃園市第二選舉區

## 教育
大園區現有公私立高級中等學校二所，分別為桃園市立大園國際高級中等學校、桃園市私立大興高級中學。其他公立教育機構計有桃園市立大園國民中學、桃園市立竹圍國民中學等二所國民中學，桃園市大園區大園國民小學、桃園市大園區內海國民小學、桃園市大園區五權國民小學、桃園市大園區竹圍國民小學、桃園市大園區埔心國民小學、桃園市大園區菓林國民小學、桃園市大園區溪海國民小學、桃園市大園區潮音國民小學等八所國民小學。原有桃園市大園區陳康國民小學、桃園市大園區圳頭國民小學、桃園市大園區后厝國民小學、桃園市大園區沙崙國民小學等四所國民小學，已於2024年裁撤停辦。

## 交通

### 航空

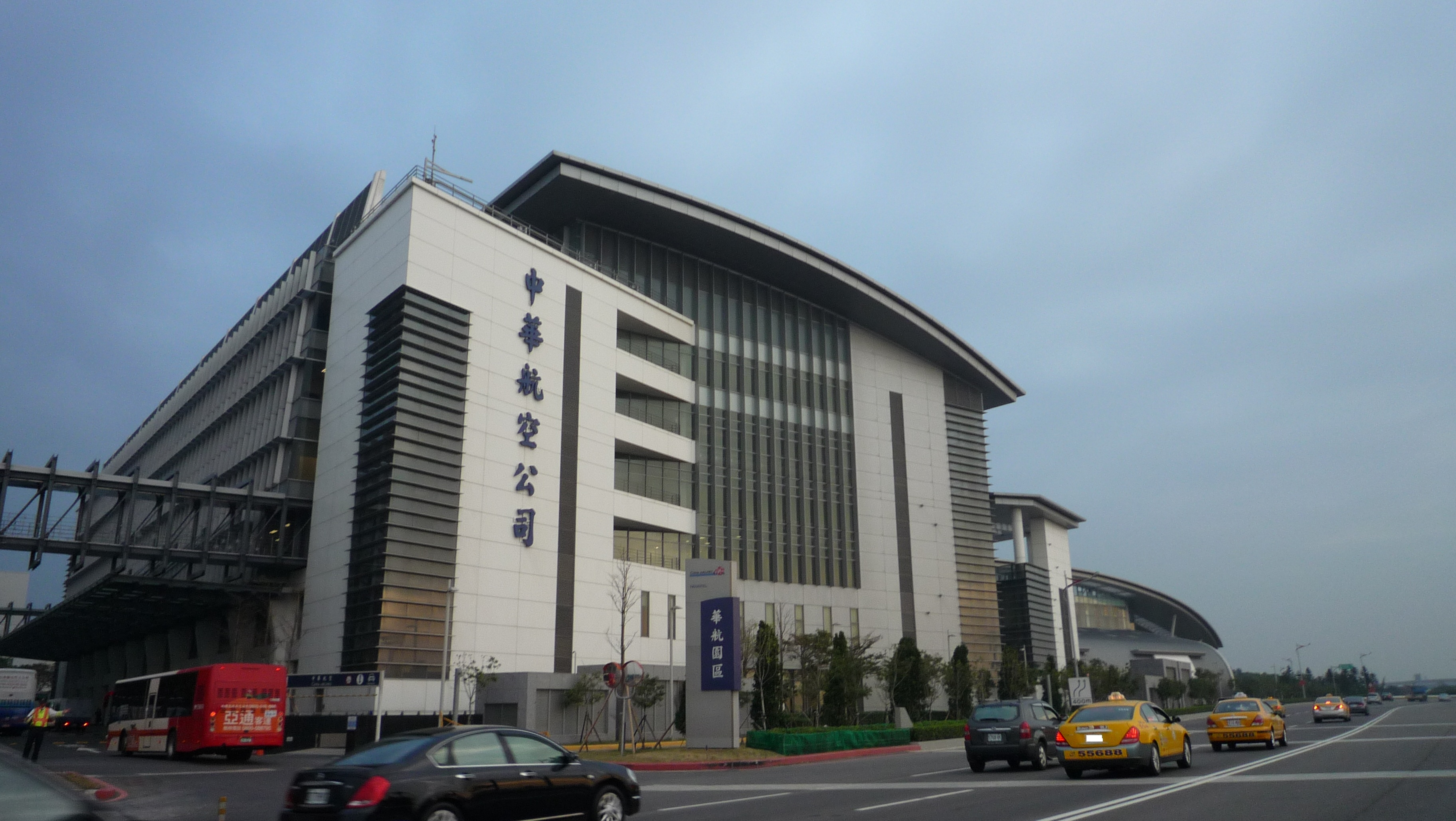
華航園區 - 中華航空總部

- 臺灣桃園國際機場

### 捷運
桃園捷運
- 機場線：機場第一航廈站 - 機場第二航廈站 - 機場旅館站 - 大園站 - 橫山站 - 領航站

### 客運
- 桃園客運大園站
- 桃園客運竹圍站
- 亞通客運竹圍站
- 統聯客運大園站

### 自行車租賃系統
- 桃園市公共自行車租賃系統至2018年4月，在大園區設有8站：
  - 捷運大園站(A15)
  - 捷運領航站(A17)
  - 大園國際高中
  - 老街溪停車場
  - 華興池
  - 大中華幼兒園
  - 桃禧航空城酒店
  - 大園國中

### 公路
- 國道二號（桃園內環線）
  - 0 機場端機場端
  - 1 大園大園交流道
- 大園支線
  - 0 圳頭圳頭交流道
  - 2 大園大園交流道
- 台61線：西濱快速公路
  - 24 沙崙沙崙交流道
  - 29 大園大園交流道
- 台4線
- 台15線：西濱公路
- 台31線：高鐵橋下桃園段道路
- 市道110號
- 市道110甲號
- 市道113號

### 主要道路
- 大觀路：於1973年設立，為大園區與觀音區間的交通要道之一，後半段原為「許厝港」，2009年6月15日起許厝港地區整編為大觀路的後半段。[17]

### 捷運（計畫中）
桃園捷運
- 機場線：機場第三航廈站（興建中）
- 綠線（興建中）：菓林站；G16站 – G17站 – G18站 – 橫山站

## 醫療院所
| 名稱     | 醫療劃分 | 地址                          | 電話         |
| -------- | -------- | ----------------------------- | ------------ |
| 敏盛醫院 | 地區醫院 | 桃園市大園區華中街2號         | (03)386-7521 |
| 居善醫院 | 地區醫院 | 桃園市大園區南港里大觀路910號 | (03)386-6511 |

## 旅遊
- 桃園國際機場公司航空科學館

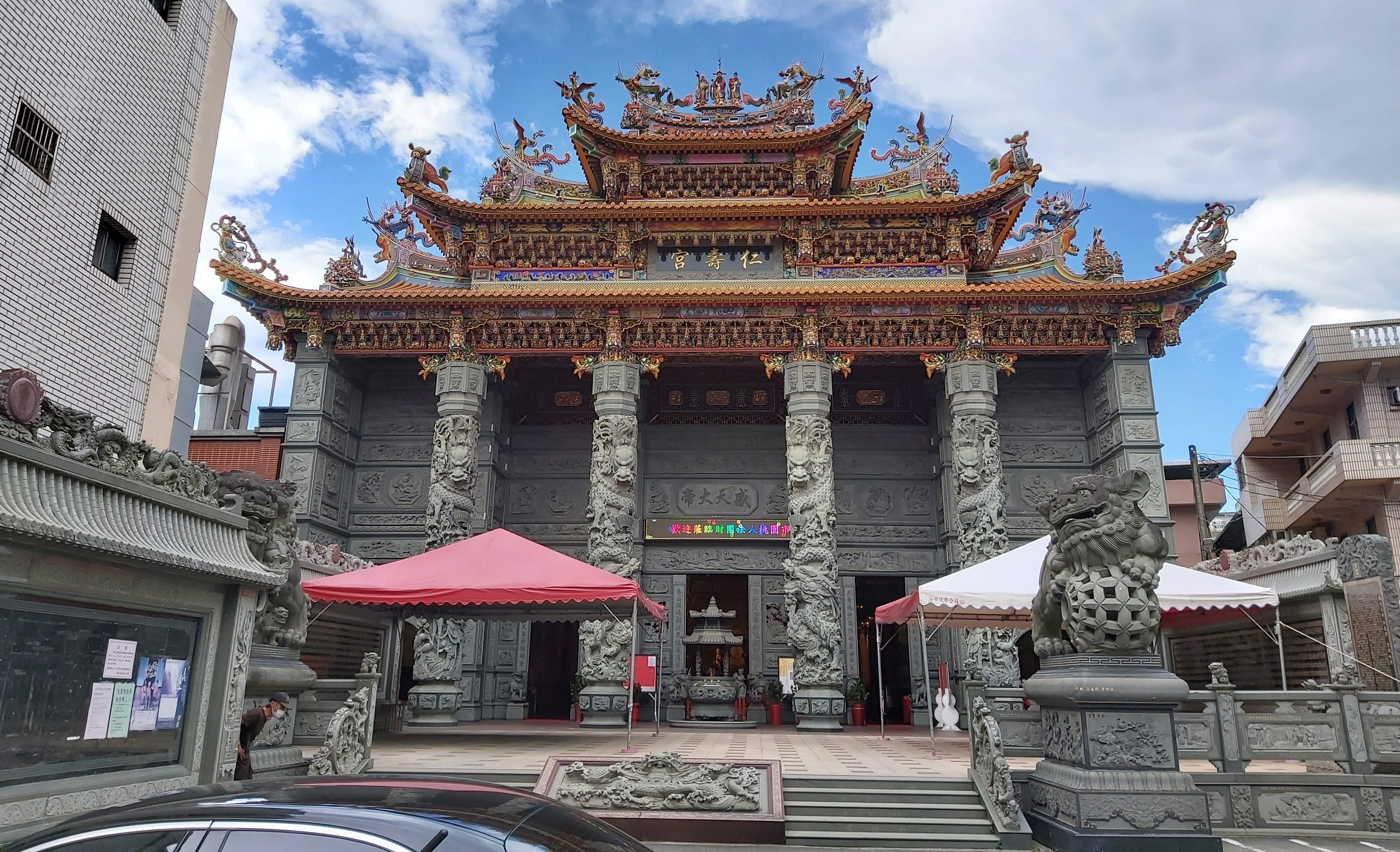
大園仁壽宮

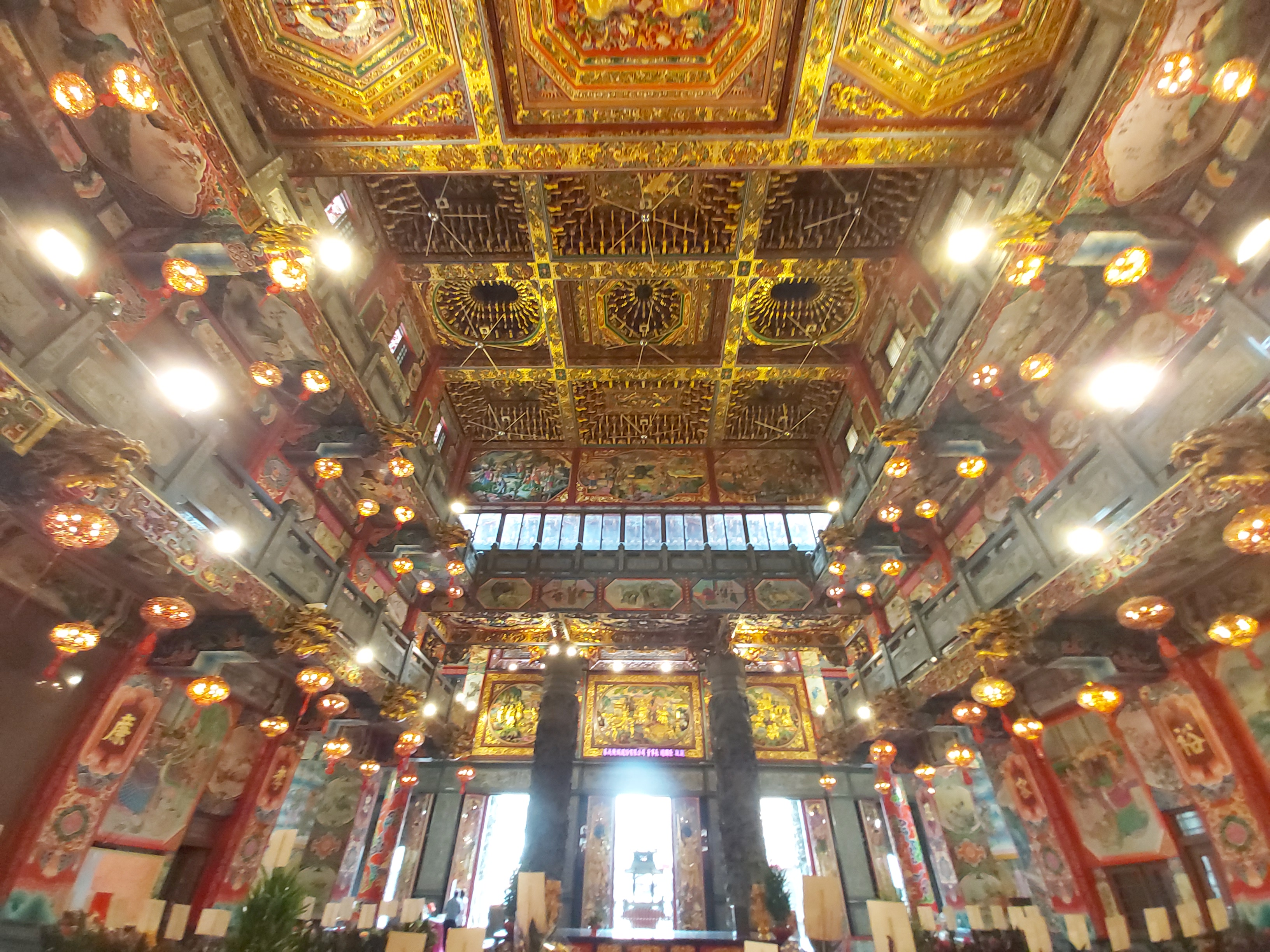
大園仁壽宮殿內雕樑

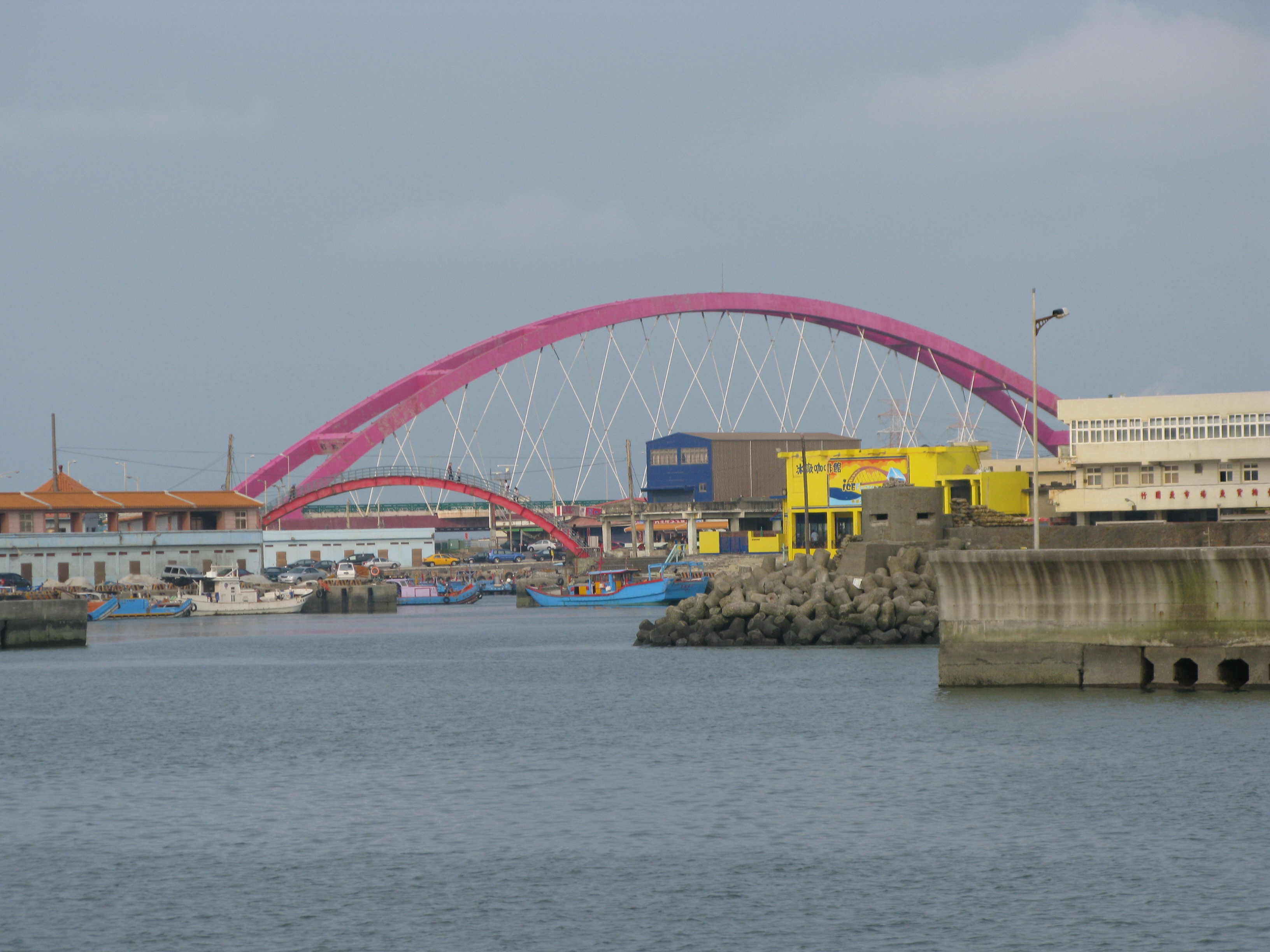
大園竹圍港附近的彩虹橋

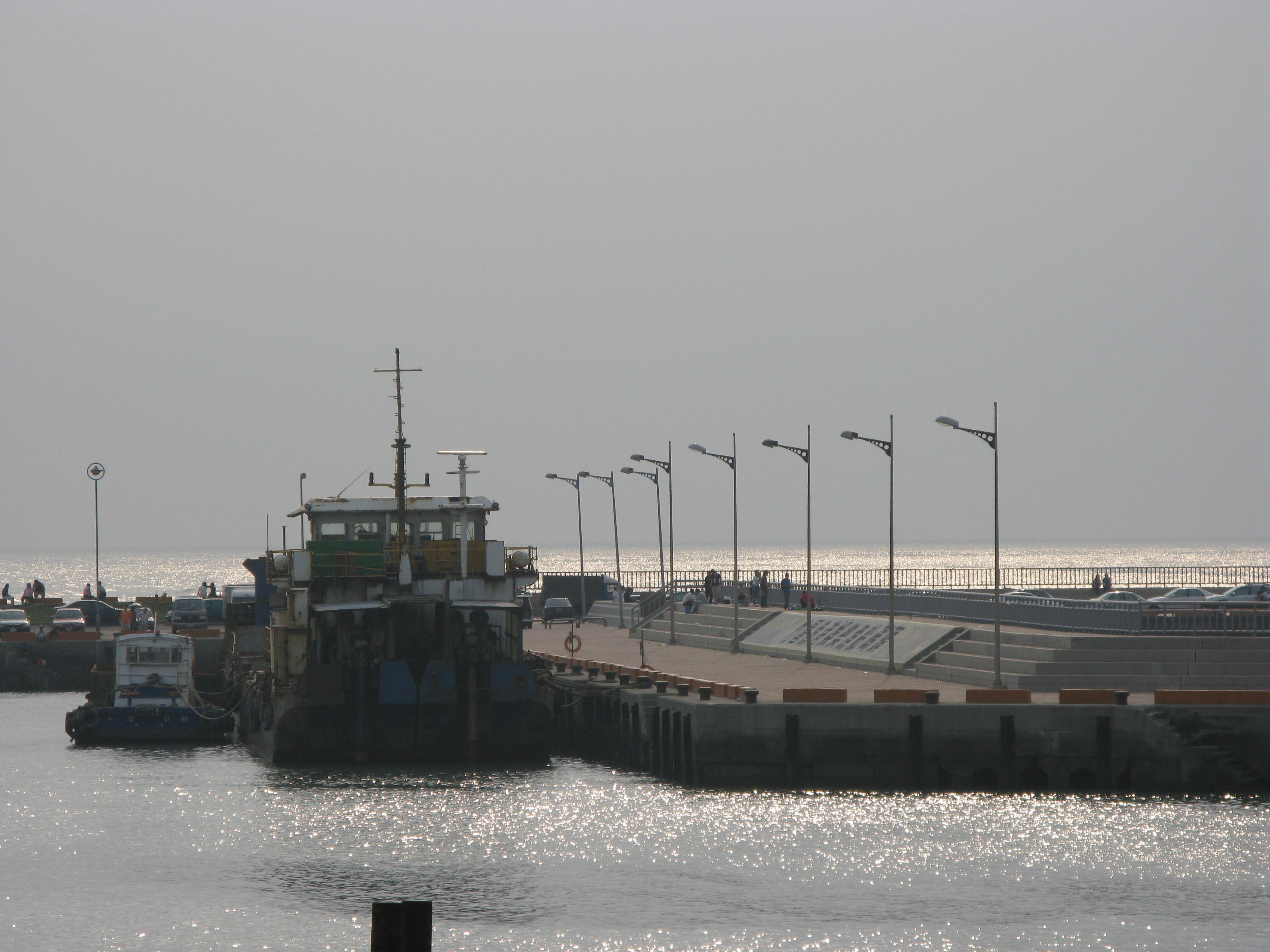
竹圍港碼頭與停泊的船隻

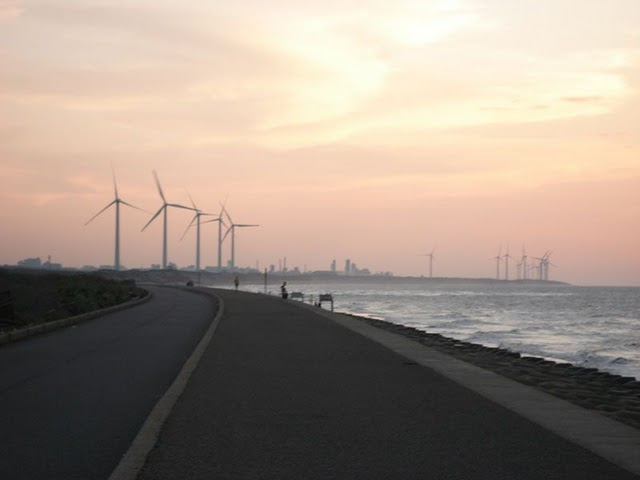
內海長堤

- 奇跡咖飛場：1998年2月16日，中華航空676號班機墜毀於此，屋主受災後改建為露天咖啡廳。
- 第三航廈咖啡廳
- 瑞奇牧場
- 大園仁壽宮：创建於清道光18年（1838年），地方習稱「大園大廟」，為當地重要的信仰中心，與竹圍福海宮並列為「大園雙廟」。
- 竹圍福海宮：创建於清咸豐四年（1854年），地方習稱「竹圍王公廟」，為大園區重要的信仰中心之一，與大園仁壽宮並列為「大園雙廟」。
- 桃園國際機場福德宮：位於圳頭里，合祀因興建桃園國際機場而被迫拆遷的三十六尊土地神。
- 貴文宮：位於內海里的王爺廟，祭祀王爺千歲信仰少見的「九府王爺」。
- 富文宮：主祀雷溫蘇三府王爺。
- 福忠宮：主祀池府王爺。
- 仁德宮：主祀天上聖母。
- 五塊厝五福宮：位於五權里，主祀開漳聖王。
- 乾元宮：主祀雷溫蘇三府王爺。
- 大園埔心福隆宮：主祀開漳聖王。
- 埔心護天宮：主祀女媧娘娘。
- 埔心派出所百年老榕樹
- 聖威宮：主祀通天元帥。
- 沙崙里保安宮：主祀廣澤尊王。
- 沙崙濟聖宮：主祀濟公禪師。
- 菓林紫竹林觀音寺：主祀觀音菩薩，係由林口竹林山寺迎奉而來，亦為竹林山寺分寺。
- 雲部準提佛母殿：主祀雲部地藏王菩薩。
- 下厝福德祠
- 同善祠
- 地藏殿
- 竹圍漁港
- 竹圍彩虹橋
- 竹圍漁港遊憩區
- 內海長堤
- 草漯沙丘地質公園

## 外部連結
- 大園區公所 （页面存档备份，存于）（繁體中文）